# Jean-Baptiste-Joseph Claverye
Pour les articles homonymes, voir Clavery.
Jean-Baptiste Joseph Claverie (ou Claverye), est un homme politique français né le 5 octobre 1747 à Pau et décédé le 22 décembre 1840 au même lieu. Il fut membre de la Convention nationale et député au Conseil des Anciens. 

## Biographie
Il était professeur agrégé et haut-juré du département de Lot-et-Garonne, lorsqu'il fut élu, le 5 septembre 1792, membre de la Convention nationale pour le département de Lot-et-Garonne, le 4e sur 9, par 209 voix sur 550 votants.
Il siégea parmi les modérés, et, dans le procès de Louis XVI, répondit au 2e appel nominal (sanction du Peuple) : « Comme je veux écarter la guerre civile et la royauté, je dis : oui ». Au troisième appel nominal, il dit : « Je ne connais pas d'autres loi d'après laquelle je puisse prononcer sur le sort de Louis que la Constitution. La Constitution ne prononce pas la mort ; elle prononce seulement l'abdication ou la déchéance, je n'irai pas au-delà de la loi ; je ne voterai pas pour la mort, je vote pour la réclusion jusqu'à la paix ».
Membre de la commission nommée pour examiner la conduite de Joseph Le Bon, il se prononça pour la culpabilité. 
Le 16 mars 1794 (26 ventôse de l'an II), il fut nommé président de l'administration d'Orthez, et le 16 octobre 1795 (24 vendémiaire de l'an IV), fut élu député de Lot-et-Garonne au Conseil des Anciens par 146 voix. Juge au tribunal des Basses-Pyrénées (7 novembre 1795 (16 brumaire de l'an IV)), il devint président de l'administration centrale du département (3 juin 1799 (15 prairial de l'an VII)), et, s'étant montré favorable au coup d'état de brumaire, fut promu (26 mai 1800 (6 prairial de l'an VIII)), à la présidence de la cour d'appel de Pau. Le 3 floréal suivant, il passa conseiller de préfecture du département, et fut nommé (14 juin 1804 (25 prairial de l'an XII)) membre de la Légion d'Honneur. La présidence de la cour impériale de Pau lui fut rendue le 14 juillet 1811 ; il fut retraité de ces fonctions le 7 mai 1816.

## Sources
- « Jean-Baptiste-Joseph Claverye », dans Adolphe Robert et Gaston Cougny, Dictionnaire des parlementaires français, Edgar Bourloton, 1889-1891 [détail de l’édition]